# Неготин
Неготин (серб. кир.: Неготин   ,[nêɡotiːn] ( прослухати); рум. Negotin) — місто та муніципалітет у Борському окрузі східної Сербії. Він розташований поблизу кордону між Сербією, Румунією та Болгарією. Це судовий центр Борського району. Населення міста становить 16 882 особи, а муніципалітет – 35 000 осіб.

## Історія
Етимологія назви міста неясна, і є кілька можливостей щодо її походження:
1. Теза про походження романської назви, як-от торгове місце (пор. Румунське «negoț» або іспанське «negocios»), а також той факт, що Неготин знаходиться в регіоні з присутністю значної румунської меншини, подібно до його тезки Неготіно в Північній Македонії з присутністю аромунів.
2. Існує також гіпотеза про слов’янське походження: праслов’янське «něga » (нѣгa) означає «турбота», а суфікс «-ota//-otina» означає «дія, яку зазнали або здійснили», таким чином Неготин означає «місце». відступу для зцілення», а місто, яке історично розташоване усамітнено серед боліт, підтвердило б слов’янську гіпотезу.
3. Книга О Переводе Манасийской летописи на словенском языке. (De versione Chronicorum Manassis in linguam slovenicam secundum duo apographa: Vaticanum et patriarchalis bibliothecae, cum prvis lineis historiae Bulgarorum. ), Семен [sic], 1842, подає Něgotinъ (а саме: Нѣготинъ ) як сербсько-слов'янський варіант латинської Antigonia, таким чином змінений після прибуття слов'ян до Римської Мезії[1].
4. «Неготин», можливо, походить від кельтських слів «neges» і «tin», що означає «фортеця війни»[2].

## Клімат
| Клімат Неготин (1991–2020, екстремум 1961–2020) | Клімат Неготин (1991–2020, екстремум 1961–2020) | Клімат Неготин (1991–2020, екстремум 1961–2020) | Клімат Неготин (1991–2020, екстремум 1961–2020) | Клімат Неготин (1991–2020, екстремум 1961–2020) | Клімат Неготин (1991–2020, екстремум 1961–2020) | Клімат Неготин (1991–2020, екстремум 1961–2020) | Клімат Неготин (1991–2020, екстремум 1961–2020) | Клімат Неготин (1991–2020, екстремум 1961–2020) | Клімат Неготин (1991–2020, екстремум 1961–2020) | Клімат Неготин (1991–2020, екстремум 1961–2020) | Клімат Неготин (1991–2020, екстремум 1961–2020) | Клімат Неготин (1991–2020, екстремум 1961–2020) | Клімат Неготин (1991–2020, екстремум 1961–2020) |
| Показник                                        | Січ.                                            | Лют.                                            | Бер.                                            | Квіт.                                           | Трав.                                           | Черв.                                           | Лип.                                            | Серп.                                           | Вер.                                            | Жовт.                                           | Лист.                                           | Груд.                                           | Рік                                             |
| Абсолютний максимум, °C                         | 21,0                                            | 23,5                                            | 26,8                                            | 32,0                                            | 35,5                                            | 41,2                                            | 42,6                                            | 40,4                                            | 37,7                                            | 32,5                                            | 25,9                                            | 20,6                                            | 42,6                                            |
| Середній максимум, °C                           | 4,2                                             | 6,9                                             | 12,8                                            | 18,7                                            | 23,9                                            | 28,0                                            | 30,4                                            | 30,5                                            | 24,8                                            | 17,8                                            | 10,3                                            | 4,7                                             | 17,8                                            |
| Середня температура, °C                         | 0,6                                             | 2,5                                             | 7,3                                             | 12,9                                            | 18,1                                            | 22,2                                            | 24,1                                            | 23,7                                            | 18,1                                            | 12,1                                            | 6,3                                             | 1,4                                             | 12,4                                            |
| Середній мінімум, °C                            | −2,9                                            | −1,5                                            | 2,3                                             | 7,0                                             | 11,9                                            | 15,6                                            | 17,3                                            | 17,0                                            | 12,5                                            | 7,5                                             | 3,0                                             | −1,7                                            | 7,3                                             |
| Абсолютний мінімум, °C                          | −28,5                                           | −27,5                                           | −19                                             | −4,9                                            | 1,0                                             | 3,1                                             | 7,5                                             | 5,6                                             | −3,6                                            | −7,6                                            | −13,7                                           | −22                                             | −28,5                                           |
| Середня кількість сонячних годин на місяць      | 80,3                                            | 104,3                                           | 158,2                                           | 200,7                                           | 250,0                                           | 290,2                                           | 323,3                                           | 300,5                                           | 213,5                                           | 144,0                                           | 72,9                                            | 62,7                                            | 2200,6                                          |
| Норма опадів, мм                                | 47.9                                            | 46.7                                            | 46.3                                            | 48.8                                            | 57.8                                            | 61.3                                            | 55.7                                            | 42.7                                            | 54.6                                            | 57.2                                            | 56.0                                            | 60.0                                            | 635.0                                           |
| Днів з опадами                                  | 11,1                                            | 9,4                                             | 10,3                                            | 10,1                                            | 12,0                                            | 9,1                                             | 7,5                                             | 6,4                                             | 8,1                                             | 10,0                                            | 11,9                                            | 11,1                                            | 117,0                                           |
| Днів зі снігом                                  | 7,1                                             | 5,1                                             | 2,7                                             | 0,1                                             | 0,0                                             | 0,0                                             | 0,0                                             | 0,0                                             | 0,0                                             | 0,2                                             | 2,1                                             | 5,0                                             | 22,3                                            |
| Вологість повітря, %                            | 79.5                                            | 74.7                                            | 67.1                                            | 64.6                                            | 65.1                                            | 62.7                                            | 59.3                                            | 60.2                                            | 67.0                                            | 76.1                                            | 81.4                                            | 81.9                                            | 70.0                                            |
| ----------------------------------------------- | ----------------------------------------------- | ----------------------------------------------- | ----------------------------------------------- | ----------------------------------------------- | ----------------------------------------------- | ----------------------------------------------- | ----------------------------------------------- | ----------------------------------------------- | ----------------------------------------------- | ----------------------------------------------- | ----------------------------------------------- | ----------------------------------------------- | ----------------------------------------------- |

## Демографія
Згідно з результатами перепису 2011 року, муніципалітет Неготін має 37 056 жителів, з яких 16 882 жителі проживають у місті Неготін.

## Видатні особистості
Стеван Мокраняц, найвідоміший сербський композитор 19 століття, народився і виріс у Неготині. Його рідна хата сьогодні музей.
Іншим відомим неготинцем був Гайдук Велько (він же Воєвода Велько Петрович), борець за свободу початку 19 століття. Він народився в Леноваці поблизу Заєчара на півдні, але загинув, захищаючи Неготин від натиску турків-османів.
sr: Đorđe Stanojević — сербський фізик (професор прикладної фізики та електрики, дослідник у цих галузях і кольоровій фотографії; його статуя знаходиться в центрі Неготіна на площі, яка носить його ім’я, і є одна в Белграді перед Beograđanka, поруч зі штаб-квартирою компанії Serbia Electricity Co, яка також заснувала щорічну премію Đorđe Stanojević Award .
Генерал Петар Живкович був міністром і прем'єр-міністром у кількох урядах Королівства Сербії та Королівства Югославії.
Будучи відносно молодим чоловіком, керівництво Першого сербського повстання направило Вука Караджича до Неготіна, щоб він працював писарем у міському магістраті та писарем у Хайдука Велько. Це була єдина оплачувана робота, яку він мав за все життя.
Ана Шомло, сербсько-ізраїльська письменниця, редактор і перекладач, Єлена Томашевич, яка представляла Сербію на пісенному конкурсі Євробачення 2008; сербсько-канадський письменник і вчений Міодраг Коядинович; і Боян Александрович, священик, який у 2004 році побудував румунську православну церкву в Малайниці, народилися в Неготині.
1. ↑  Cf on Googlebooks p. 88 (of the book itself, not of the document)
2. ↑  "Red & White-Serbian-Celtic Parallels" (Crveno i belo - srpsko-keltske paralele, Glas srpski, Banja Luka, 2000.